# Doncaster
Doncaster este oraș și un Burg Metropolitan în cadrul Comitatului Metropolitan South Yorkshire în regiunea Yorkshire and the Humber. Pe lângă orașul propriu zis Doncaster cu o populație de aporoximativ 128.000 locuitori, districtul metropolitan mai conține și orașele Askern, Bawtry, Conisbrough, Mexborough, Stainforth, Tickhill și Thorne.

## Personalități născute aici
- Diana Rigg (1938 - 2020), actriță;
- Kevin Keegan (n. 1951), fotbalist, antrenor;
- Sarah Stevenson (n. 1983), sportivă olimpică la taekwondo;
- Danny Rose (n. 1990), fotbalist;
- Louis Tomlinson (n. 1991), cântăreț;
- Dominic Richard Harrison (cunoscut ca Yungblud, n. 1997), cântăreț, compozitor.

1. ↑  Hărți Google